# الدوري البرازيلي الدرجة الثالثة 2011
الدوري البرازيلي الدرجة الثالثة 2011 هو موسم من الدوري البرازيلي الدرجة الثالثة. أشرف على تنظيمه اتحاد البرازيل لكرة القدم، وكان عدد الأندية المشاركة فيه 20، وفاز فيه نادي جوينفيل.